# Гауэр, Джон
Джон Гауэр (Гоуэр) (англ. John Gower; 1330—1408) — известный в своё время английский поэт, современник Ленгленда и личный друг Чосера. Известен как автор трех выдающихся работ (Mirour de l’Omme, Vox Clamantis, и Confessio Amantis), которые соответственно написаны на французском, английском, латинском языках. Эти три поэмы объединены общими моральными и политическими темами.

## Биография
Сохранились лишь некоторые сведения о ранней жизни Гауэра. Будущий поэт родился в семье, которая владела имуществом в Кенте и Саффолке.
По образованию юрист, принимавший участие в политической жизни своего времени. Писал по-английски, французски и латыни. Он был другом поэта Джеффри Чосера, в произведениях которого напечатаны и некоторые стихотворения Гауэра. Чосер посвятил «моральному Гауэру» свою поэму «Троил и Крессида». В ответ Гауэр расхвалил Чосера в своей «Исповеди влюблённого» («Confessio Amantis»).
Гауэр выведен Шекспиром в качестве одного из участников хора в пьесе «Перикл»:
                         Гауэр:

                         Из праха старый Гауэр сам,

                         Плоть обретя, явился к вам.

                         Он песню древности споёт

                         И вас, наверно, развлечёт.

                         Не раз и в пост, и в мясоед,

                         Под шум пиров или бесед

                         Та песня для вельмож и дам

                         Была приятна, как бальзам,

                         И озаряла их, как Гелиос,

                         Et bonum quo antiquius, eo melius

                         Но если вам, чей ум живей,

                         Я, старец, песенкой своей

                         Могу понравиться сейчас —

                         Мне лестно позабавить вас.

  (Пер. Татьяны Гнедич)

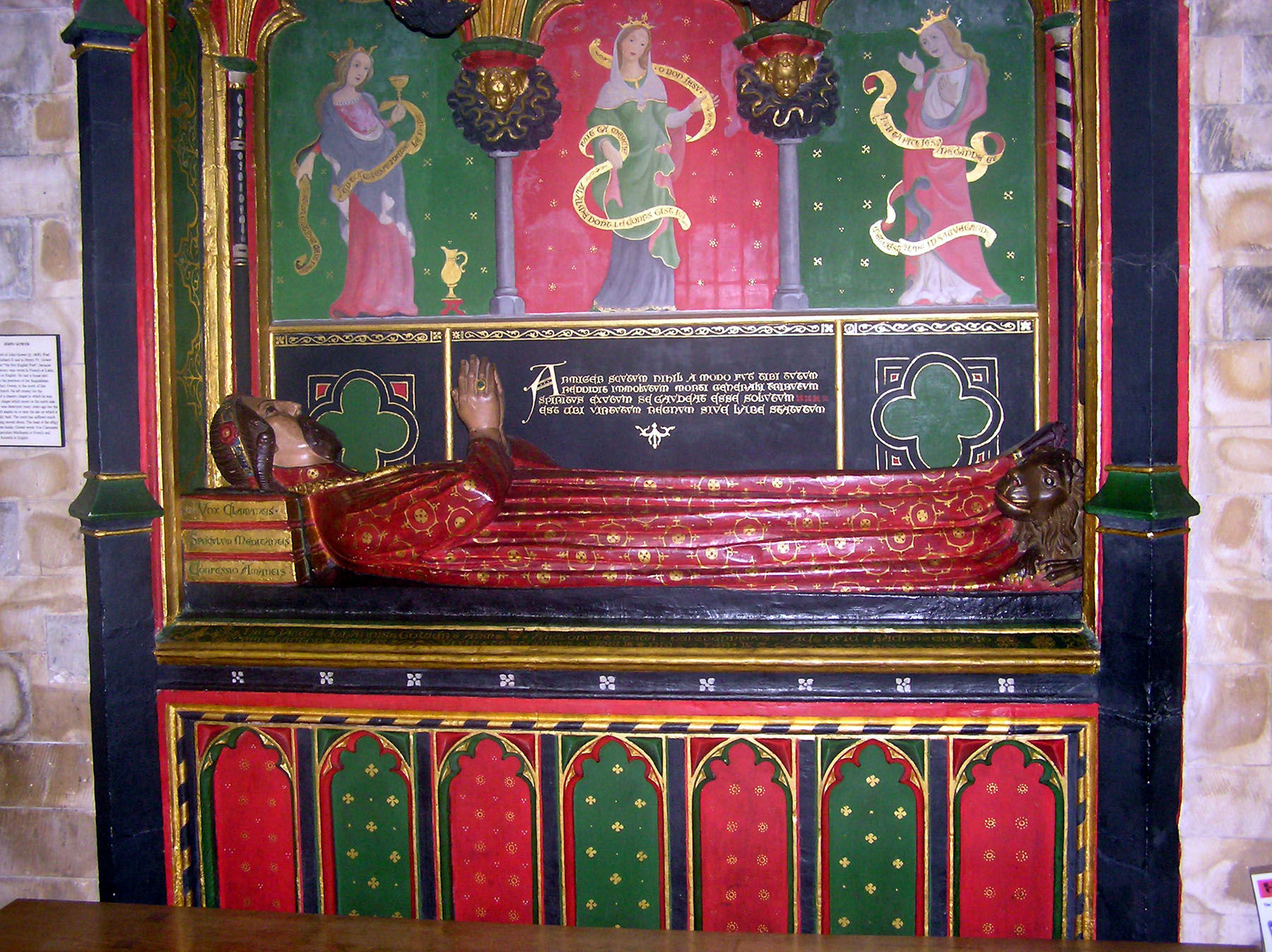
Гробница Джона Гауэра в Саутваркском соборе Лондона

## Сочинения
Первое из трёх важнейших сочинений Гауэра «Зерцало человеческое» (Mirour de l’omme), или «Зерцало размышляющего» (Speculum meditantis, между 1376 и 1379) — поэма, содержавшая более 30 000 восьмисложных строк на французском языке, где двенадцать строк составляют одну строфу с парной рифмовкой по типу ааваавввавва.
Другое сочинение Гауэра «Глас вопиющего» (Vox clamantis) — аллегория из 10 265 элегических стихов на латинском языке, сохранившаяся в десяти рукописях (написано в 1382).
Третье из его важнейших сочинений «Исповедь влюбленного» (Confessio amantis, 1-я редакция — ок. 1390; последняя переработанная — ок. 1393) написано на английском языке.
Ему также принадлежит «Chronica tripartita», написанная латинскими гекзаметрами.